# 根津一
根津 一（ねづ はじめ、1860年6月20日（万延元年5月2日） - 1927年2月18日）は、日本の教育者・陸軍軍人。陸軍少佐。幼名は伝次郎、のちに一、山洲と号した。軍人として日清戦争に従軍する一方、荒尾精の盟友として上海の日清貿易研究所の運営にあたり、また上海の東亜同文書院の初代・第3代院長として日中間で活動する人材の育成につとめた。

## 略歴
甲斐国山梨郡一町田中村（のち山梨県東山梨郡日川村一町田中、現：山梨県山梨市一町田中）の富家根津勝七の次男として生まれる。幼少より武術だけでなく学問を好み経書に親しんだという。
西南戦争の際、下士官養成のための陸軍教導団に入る。従軍はしなかったものの、同団を首席で卒業する。
次いで陸軍士官学校（陸士旧4期）砲兵科へ入学し、「谷中会」と称する私的な勉強会をひらいて時事について論議するなど勉学にいそしんだ。また、この時、盟友となる荒尾精と知り合い中国への志を強めている。
士官学校卒業後は広島鎮台に配属されたが、「砲兵駆足少尉」の異名をとるほど厳しい練兵を行う一方、朝から4合、日に3升の酒を飲む豪傑ぶりであった。一方で勉学を怠ることはなく、陸軍大学校への入学を果たす。
陸軍大学校では、1885年にドイツから招聘された教官メッケル少佐のドイツ軍至上の言動に日本陸軍蔑視を感じて反発し衝突、遂には諭旨退学処分を受けた。このことによって将来を嘱望された参謀としての栄達の道は閉ざされ、結局最終的に少佐で予備役に編入されることになった。この頃、根津は近代化を急ぐあまり技術教育偏重、人格形成を担う道徳的な教育を軽視する風潮を批判して『将徳論』『哲理論』2編を発表している。根津は東亜同文書院では、院長として学校運営にあたるだけでなく教科「倫理」を自ら講義し、書院を学問追求の場でなく人間形成の場としている。
盟友の荒尾が中国に渡り活動を始めたことから大陸行の希望を強めるも、その希望ははたせず、東京砲兵連隊・仙台砲兵連隊・参謀本部に勤務した。その一方で、一般人や陸軍幼年学校・陸軍士官学校有志学生に経書を講じ、また中国について論議をもつなど、軍エリートが一様にヨーロッパ志向であった当時にあって中国重視の姿勢が一貫していた異色の人物であった。
荒尾精による上海の日清貿易研究所に予備役として参加することが許可され大陸に渡ると、同所資金調達のために不在が多かった荒尾に代って実質的な所長として同所の運営、教育活動にあった。この日清貿易研究所時代、根津は『清国通商綜覧』を編纂刊行している。これは先に荒尾精などによる中国実地調査を資料として編まれた中国についての百科事典であり、中国といえば古典のイメージが強く同時代の知識に乏しかった当時の日本において、生の中国を伝える高い価値を持つものであった。
日清貿易研究所は資金難と日清戦争前夜の不穏な状況のもとに閉鎖を余儀なくされる。軍の復帰要請を断り、京都に隠棲し禅学に傾倒する生活に入ったものの、日清戦争開戦にあたって乞われ軍務に復帰する。根津は上海へ密航し諜報活動を行い開戦後に日本に帰還、その際、広島の大本営での御前会議に列席し「根津大尉の長奏上」と伝えられる情勢報告と作戦意見を奏上した。その後の日清戦争の実戦に従軍し功績を挙げた後軍籍を脱け、再び京都での生活に戻る。
しかし、その能力への評価や中国通としての経歴から東亜同文会会長近衛篤麿の招請を受け、同会が上海に設立した東亜同文書院院長に就任し、同校の基礎から拡大発展に当たった。
根津は東亜同文書院において、岸田吟香の流れを汲む荒尾の日清貿易研究所「貿易富国」（日中が友好的に経済的発展をすることによってアジアの平和秩序を築く）を実現する商業活動の即戦力養成としての性格、すなわちビジネス・スクールとしての教育方針を継承する一方、自身の特徴を同校教育の根幹に取り入れている。根津は入学式で次のように述べたという。
上記のように、根津は道徳教育を重視し、同校教育の根幹とした。また、院長在任中の20余年間にわたり担当した「倫理」で『大学』を講義するなど、とりわけ儒学に基く教育を志している。